# Rajella ravidula
Espèce
Statut de conservation UICN

 LC  : Préoccupation mineure
Rajella ravidula est une espèce de raie.